# Classification Vox-Atypi
En typographie, la classification Vox-ATypi permet de classer les polices de caractères en onze grandes familles. Inventée par Maximilien Vox en 1954, elle a été adoptée en 1962 par l'Association typographique internationale (ATypI). Elle est adoptée, avec quelques modifications, comme norme allemande (DIN 16518) en 1964, comme norme britannique (British Standard 2961:1967) en 1967, et comme norme française (NF Q60-007) en 1977.
Le 27 avril 2021, ATypI a annoncé qu'ils avaient abandonné le système et qu'ils établissaient un groupe de travail visant à créer un nouveau système plus vaste, incorporant les différents systèmes d'écriture du monde.

## Historique
Maximilien Vox commence à travailler en s’appuyant sur la classification établie par Thibaudeau. Mais il trouve que celle-ci, basée sur la forme des empattements, est quelque peu limitée et il s’emploie à créer une nouvelle classification davantage basée sur l’histoire et les grandes familles de caractères. Cette classification tend à regrouper les polices de caractères selon de grandes tendances, souvent typiques d'une époque (XVe siècle, XVIe siècle, XVIIIe siècle, XIXe siècle, XXe siècle), et ce en s'appuyant sur un certain nombre de critères : pleins et déliés, formes des empattements, axe d'inclinaison, taille de l'œil, etc.

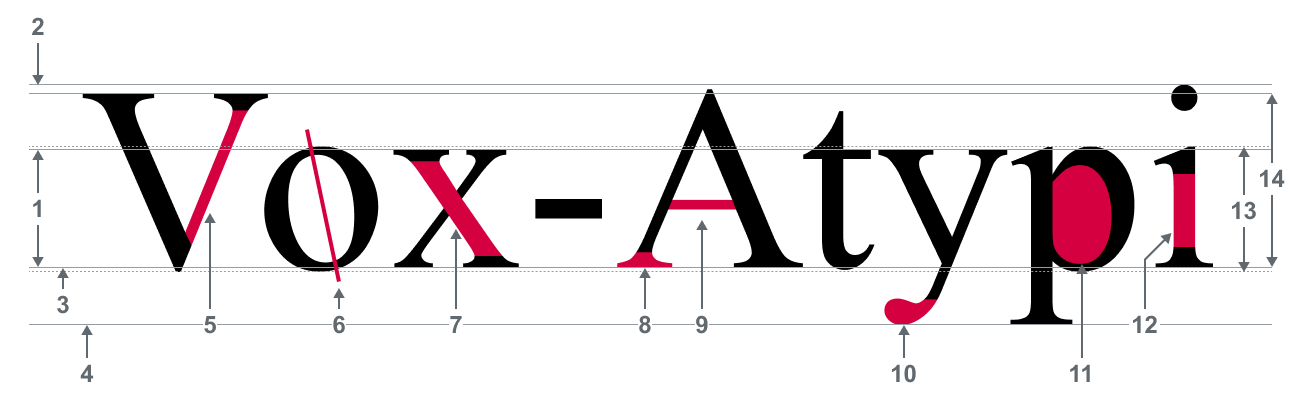
Anatomie typographique: 1- hauteur de x; 2- ligne d'ascendantes; 3- ligne de pied; 4- ligne de descendantes; 5- délié; 6- axe oblique; 7- plein; 8- empattement; 9- traverse; 10- goutte; 11- contre-forme; 12- fût; 13- hauteur d'œil; 14- hauteur de capitale

La classification par Maximilien Vox qu'il propose en 1954 diffère de la classification Vox-Atypi, celle qui sera adoptée en 1962 par l'Atypi. Vox propose la classification des typographies en les groupes suivants et dans cet ordre : manuaires, humanes, garaldes, réales, didones, mécanes, linéales, incises, scriptes. La classification Vox-Atypi est la classification en les groupes suivants, eux-mêmes regroupés pour certains dans des familles, dans cet ordre, ordre qui se veut chronologique : humanes, garaldes, réales (regroupés dans la famille dite « classique »), didones, mécanes, linéales (regroupés dans la famille dite « moderne »), incises, scriptes, manuaires, fractures  (regroupés dans la famille dite « d’inspiration calligraphique »), caractères non latin (classification DIN) (non regroupé dans une famille),,.
La classification Vox-ATypI définit des archétypes de caractères, mais en réalité une police peut très bien hériter des caractéristiques d'un, deux ou trois groupes.

## Famille des caractères classiques

### Les humanes

Centaur, un caractère humane.

Les humanes rassemblent les premiers caractères romains créés au XVe siècle par les imprimeurs vénitiens, s'inspirant des manuscrits humanistes de l'époque. Ces polices, plutôt rondes en opposition aux gothiques du Moyen Âge, sont caractérisées par des empattements courts et épais, et un faible contraste entre pleins et déliés.
Ces polices s'inspirent notamment de la minuscule caroline, imposée par Charlemagne dans son empire. Elles y ajoutent les majuscules issues des inscriptions latines. C'est le début des alphabets doubles (minuscules + majuscules).
« Certaines humanes, comme l'ITC Berkeley Oldstyle et l'Italia ont plusieurs caractéristiques communes: les bas-de-casse sont petits par rapport aux capitales, la barre du « e » est oblique, l'axe est nettement incliné vers l'arrière, le contraste est faible entre les pleins et les déliés, et l'empattement triangulaire est court et épais. »

### Les garaldes

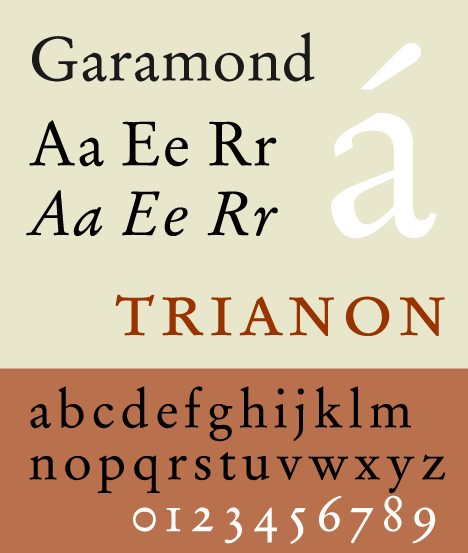
Garamond, un caractère garalde.

Ce groupe est nommé « garalde » en hommage à Claude Garamont et Alde Manuce (XVIe siècle). Les garaldes ont en général des proportions plus fines que les humanes, tout en ayant un plus fort contraste entre pleins et déliés. Les graisses des garaldes sont réparties selon un axe oblique.
En France, sous François Ier, les garaldes ont été l'outil qui a favorisé la fixation officielle de la grammaire et de l'orthographe.

### Les réales

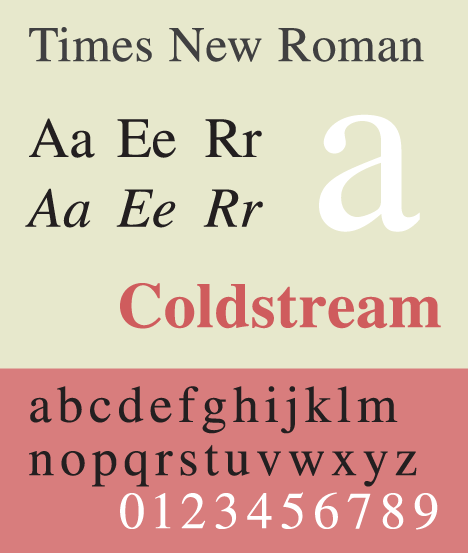
Times New Roman, un caractère réale.

Les réales sont les polices de caractères typiques de la période classique, incarnant notamment l'esprit rationnel de l'époque des Lumières. Le contraste plein-délié est encore plus marqué que dans les deux premiers groupes, les graisses se répartissent maintenant selon un axe quasi-vertical.
Les réales sont le résultat de la volonté de Louis XIV d'inventer de nouvelles formes typographiques, d'une part pour trouver un successeur au Garamond, d'autre part pour rivaliser en qualité avec les différents imprimeurs de l'Europe.
Le Baskerville et le Caslon appartiennent à cette famille.

## Famille des caractères modernes

### Les didones

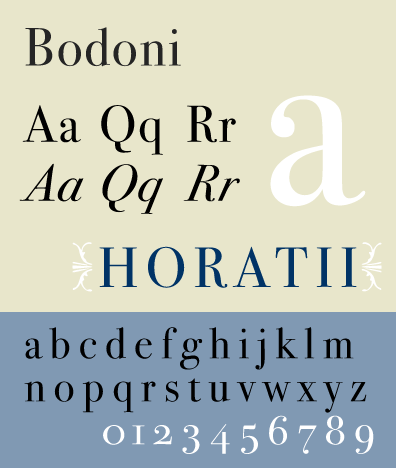
Bodoni, un caractère didone.

Les didones tirent leur nom des caractères Didot et Bodoni. Ces polices, datant de la fin du XVIIIe siècle et du début du XIXe siècle, sont reconnaissables grâce à leur très grand contraste entre pleins et déliés (déliés extrêmement fins), la verticalité des caractères et leurs empattements horizontaux et fins.
Elles correspondent aux didots de la classification Thibaudeau.
Les didones ont notamment permis au Premier Empire français de se doter de polices très différentes des polices utilisées par les rois de l'Ancien Régime.
Le Didot et le Bodoni sont caractéristiques de cette famille.

### Les mécanes

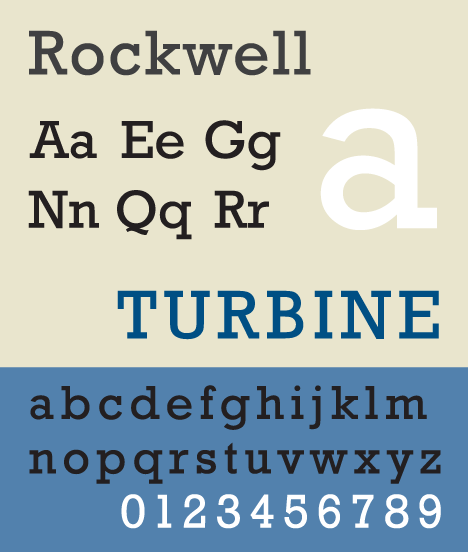
Rockwell, un caractère mécane.

Le nom « mécane » évoque l'aspect très mécanique de ces polices, qui sont contemporaines des grands développements industriels (début du XIXe siècle). Les principales caractéristiques de ces polices sont un très faible contraste pleins-déliés et des empattements rectangulaires.
Elles correspondent aux égyptiennes de la classification Thibaudeau.
Appartiennent à cette famille : le Clarendon, l'ITC Lubalin, l'ITC Officina Serif Book, le Rockwell.

### Leslinéales
Les linéales rassemblent l'ensemble des caractères sans empattement (ou sans serif). Elles regroupent les polices Helvetica, Franklin Gothic, Arial, Futura, Gill Sans.
Elles correspondent aux antiques de la classification Thibaudeau.
Le British Standard 2961 divise ce groupe en quatre sous-groupes : grotesque, néogrotesque, géométrique et humaniste.

#### Les linéales grotesques

Akzidenz-Grotesk, un caractère linéale grotesque.

Les grotesques sont des polices apparues au XIXe siècle. Elles ont généralement un léger contraste entre le plein et le délié et des courbes plutôt angulaires. Les attaques et terminaisons ont des coupes des traits généralement horizontales, leur G a souvent un éperon et leur R une diagonale sinueuse.

#### Les linéales néo-grotesques

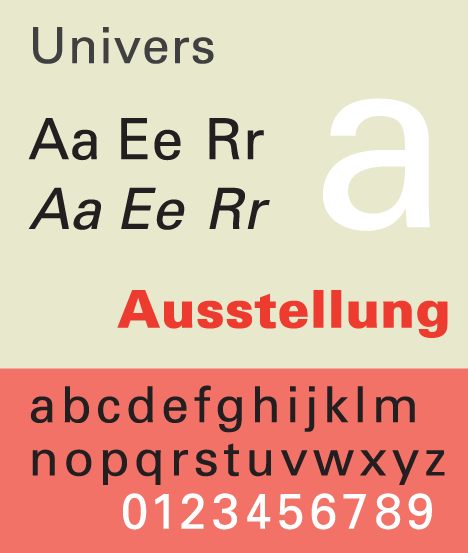
Univers, un caractère linéale néogrotesque.

Les néo-grotesques sont des polices inspirées des grotesques mais ont habituellement moins de contraste entre le plein et le délié et ont des courbes plus régulières. Leur G n’a habituellement pas d’éperon et les attaques et terminaisons ont des coupes des traits généralement obliques.

#### Les linéales géométriques

Futura, un caractère géométrique.

Les géométriques sont des polices construites à partir de cercles, de rectangles et de formes géométriques simples. Ces formes sont répétées dans plusieurs lettres ou symboles. Elles ont généralement très peu de contrastes entre plein et délié.

#### Les linéales humanistiques

Gill Sans, un caractère linéale humane.

Les linéales humanistiques ou humanistes sont habituellement basées sur les proportions des capitales romaines et des minuscules humanes ou garaldes, et non sur les grotesques. Elles ont généralement un certain contraste entre plein et délié.

## Famille des caractères d'inspiration calligraphique

### Les incises

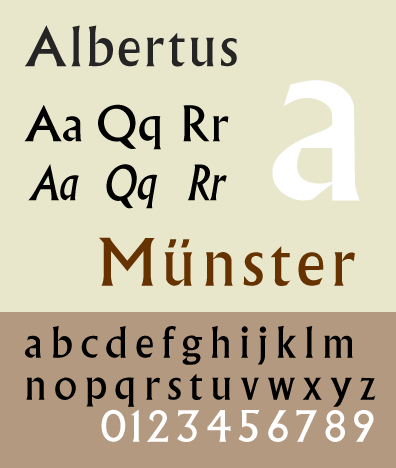
Albertus, un caractère de type incise.

Les incises sont des polices qui évoquent la gravure des caractères dans la pierre ou le métal. Par exemple, les polices Trajan ou Lithos, dessinées en 1989 par Carol Twombly, s’inspirent respectivement de la colonne Trajane et des façades des temples grecs.
Les caractères de la famille des incises sont assez différents mais peuvent se distinguer par quelques traits particuliers, tels que l'aspect « gravé » rappelant la capitale romaine, la présence d’empattements (ou d’amorces d’empattement) en forme de triangle ou la forme évasée des fûts.

### Les scriptes

Kuenstler, un caractère de type scripte.

Les scriptes sont les polices évoquant le tracé d'une écriture à main levée. Elles semblent être écrites à la plume, avec une forte inclinaison. Les lettres peuvent souvent être liées les unes aux autres. Les fameuses anglaises font partie de cette famille.

### Les manuaires

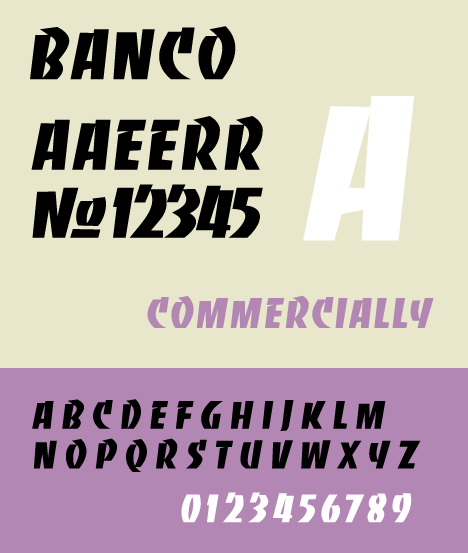
Banco, un caractère de type manuaire

Les manuaires comprennent les écritures antérieures à la typographie, tracées à la plume, mais aussi des créations modernes où le tracé manuel (à la plume, au pinceau ou autre instrument) est prépondérant.

### Les fractures

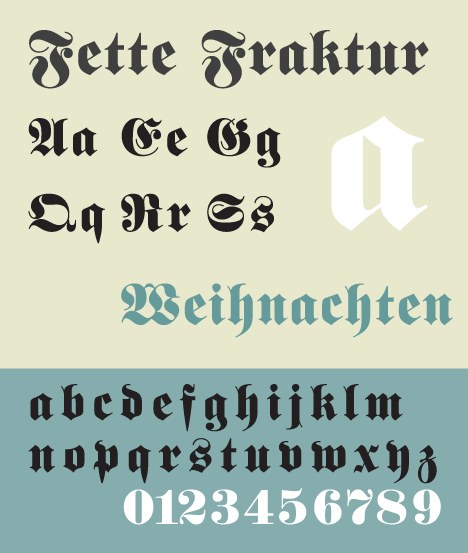
Fette Fraktur, un caractère de type fracture

Les fractures (de l'allemand fraktur) correspondent aux caractères couramment appelés « gothiques ». Ces polices se caractérisent par des formes pointues et anguleuses.

Bien qu'elle puisse être rangée parmi les manuaires, cette typographie dut être considérée comme un groupe à part entière car il existe de nombreux styles fraktur, notamment allemands.

### Les gaéliques

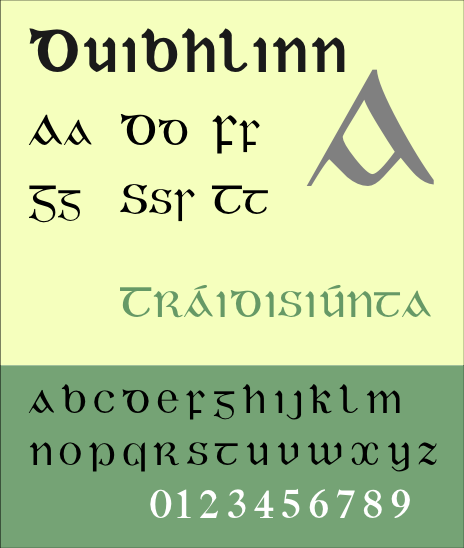
Duibhlinn, un caractère de type gaélique

Le type gaélique a été ajoutée à la classification lors de l'AGM de la réunion de Dublin d'ATypI le 12 septembre 2010 en tant que partie de la famille des caractères d'inspiration calligraphique.

## Les caractères non latins
Cette famille est hétérogène puisqu'elle regroupe, sans distinction de style, toutes les écritures non fondées sur l'alphabet latin : hébreu, arabe, chinois, russe, grec, etc.

## Regroupement des familles
Les familles peuvent être regroupées entre elles :
- les humanes, garaldes et réales constituent la famille des caractères « classiques » (empattements triangulaires, axe plus ou moins incliné, faible contraste plein-délié).
- les didones, mécanes et linéales constituent la famille des caractères « modernes » (période industrielle : traits simples, fonctionnels).
- les incises, scriptes et manuaires constituent les caractères d'« inspiration calligraphique ».